# Oreonectes elongatus
Oreonectes elongatus és una espècie de peix de la família dels balitòrids i de l'ordre dels cipriniformes.

## Morfologia
- Cos nu, despigmentat i de 7,8 cm de llargària màxima.
- Absència d'ulls.
- 9 radis tous a l'aleta dorsal i 7 a l'anal.
- Aleta caudal bifurcada.
- Presenta crestes adiposes ben desenvolupades al peduncle caudal.
- 38-39 vèrtebres.
- És similar a Oreonectes translucens per la manca d'ulls i l'aleta caudal bifurcada, però se'n diferencia per la presència d'una fossa nasal anterior, les crestes caudals (adiposes i no transparents) i un menor nombre de vèrtebres (38-39 vs. 4+32).[4]

## Hàbitat i distribució geogràfica
És un peix d'aigua dolça, cavernícola, demersal i de clima tropical, el qual viu a la conca del riu Dahuangjiang (conca del riu Perla, Guangxi, la Xina).

## Observacions
És inofensiu per als humans.